# Diario Mercantil de Cádiz
El Diario Mercantil de Cádiz fue un periódico español publicado en Cádiz entre 1802 y 1852.

## Historia
Nació en 1802, de la mano de José Lacroix —Barón de la Bruére—. Su nacimiento estuvo precedido por diversos litigios hasta su autorización oficial. Su primer número es del 19 de noviembre de 1802. Fue una publicación orientada al ámbito económico, contando con varias secciones referidas al comercio local, precios generales, astronomía, meteorología, etc.
Durante el contexto de la Guerra de Independencia el diario, que originalmente era una publicación enfocada al ámbito comercial, empezó a tratar temáticas de corte ideológico y político —así como los debates parlamentarios de las Cortes de Cádiz—, y acabaría convirtiéndose en un órgano de expresión de los incipientes liberales. Desde ese momento el Diario Mercantil cambió su enfoque y se centró más en las cuestiones políticas, como medio propagador de las ideas liberales.
Continuó editándose, con algunas interrupciones, hasta 1852.